# RTAF-5
RTAF-5'是一款由泰國空軍科學和武器系統開發中心於1980年代研製的教練機和前線空中管制機。

## 發展
RTAF-5是一架全金屬結構的單引擎高翼單翼飛機，機身設計類似於 OV-10 野馬。它有一個可伸縮的前輪起落架，有四個翼下掛點，並有翼尖油箱。原型機於1984年10月5日首飛。由於RTAF獲得RFB Fantrainers的生產許可，開發被推遲，最終被放棄，只有一個原型機展示於曼谷廊曼區的泰國皇家空軍博物館展示。

## 外部連結
（页面存档备份，存于）